# Kim Chi-won
Kim Chi-won (nacida en 1943) es una escritora surcoreana.

## Biografía
Kim Chi-won viene de una familia ligada con la literatura. Nació en 1943 en la provincia de Gyeonggi, su madre es Choi Jeonghui, una de las escritoras más conocidas del siglo XX, y su hermana, Kim Chae-won también es escritora. En 1965 Kim Chi-won se graduó de la Universidad Femenina Ehwa y publicó su primer relato en 1974. Desde los años setenta ha vivido en Nueva York.

## Obra
Kim Chi-won escribe principalmente sobre las relaciones fallidas de mujeres con sus maridos ("Cierto comienzo" en 1974 y "Canción de cuna" en 1979) En "Cierto comienzo" una mujer se encuentra atrapada irremediablemente entre las expectativas sociales del dinero y las relaciones. Ambientada en Estados Unidos, la protagonista Yun-ja acepta casarse con Chong-il para conseguir la green card. De mediana edad y después de que la dejara su marido anterior, Yun-ja espera que el matrimonio funcione, puesto que sería un buen cambio y quiere vivir en un piso mejor. Aunque al principio ambos están abiertos a esa posibilidad, Chong-il acaba pensando que este acuerdo es como comprar a una prostituta entrada en años. Se representa a las mujeres como si su único valor fuera su cuerpo y, aunque Yun-ja realiza una valiente declaración de independencia a final del libro, parece una declaración vacía teniendo en cuenta sus sentimientos acerca de su antiguo matrimonio, su edad y su situación física.
Su relato Almaden es similar. Una mujer coreana en Nueva York es infeliz con su matrimonio y su vida. Un cliente habitual de la licorería en la que trabajan ella y su marido se vuelve el centro de sus anhelos. Cada vez se siente más triste con su vida real, pero cuando su amante de fantasía desaparece, vuelve de nuevo al punto de inicio, esperando de forma inútil que otro hombre la rescate de su situación.

### Antologías de relatos
- Una casa lejana, un mar lejano (먼집 먼바다, 1977)
- La nevada (폭설, 1979)
- Entre los árboles de invierno (겨울나무 사이, 1986)
- El sueño (잠과꿈, 1987)
- Almaden (알마덴, 1988)
- Como el agua fluye en el agua (물이 물속으로 흐르듯, 1991)
- Alas que han vuelto (돌아온 날개, 1993)
- Ella no está en casa (집, 그 여자는 거기 없다, 1996)
- Fax enviado en la temporada de flores (꽃철에 보내는 팩스, 2002)

### Novelas
- El reloj de arena (모래시계, 1985)
- El hombre que lleva flores (꽃을 든 남자, 1989)
- La hora de sal (문학동네, 1996)
- Una casa romántica (낭만의 집, 1998)
- Voz aguamarina (물빛 목소리, 2005)